# Джордж Фредерік Воттс
Джордж Фредерік Воттс (англ. George Frederic Watts; 23 лютого 1817 — 1 липня 1904) — англійський художник-символіст і скульптор Вікторіанської доби. Воттс став відомим завдяки своїм алегоричним роботам, таким як «Надія» та «Любов і життя». Ці картини мали стати частиною епічного циклу «Будинок життя», де мовою символів зображені емоції і бажання.

## Біографія
Батько Воттса був настроювачем і виробником фортепіано. У десять років майбутній художник став учнем скульптора Вільяма Бенеса, захоплено вивчав Мармури Парфенона. У вісімнадцять років поступив до Школи мистецтв при Королівській академії, навчався там недовго. Першою роботою, яка принесла Воттсу популярність, стала картина «Тріумфальна хода Каратакуса вулицями Риму» (1842). Цей твір переміг в конкурсі, що проводився у Вестмінстерському залі Парламенту. Отримана премія у 300 фунтів дала йому можливість здійснити в 1843—1847 роках подорож до Італії, де під впливом шедеврів мистецтва античності і Відродження сформувався стиль Воттса. По поверненні з Італії Воттс прославився як портретист і майстер масштабних алегоричних композицій. Сам художник стверджував, що його мистецтво звернуто насамперед до цінителів-інтелектуалів, а головним завданням вважав прагнення до правди і краси через порушення уяви людини. Дружив з прерафаелітами, які відвідували салон Прінсеп в Кенсінгтоні, сам не належав до цієї течії, однак його ранні роботи несуть відбиток їх стилістики.

## Галерея

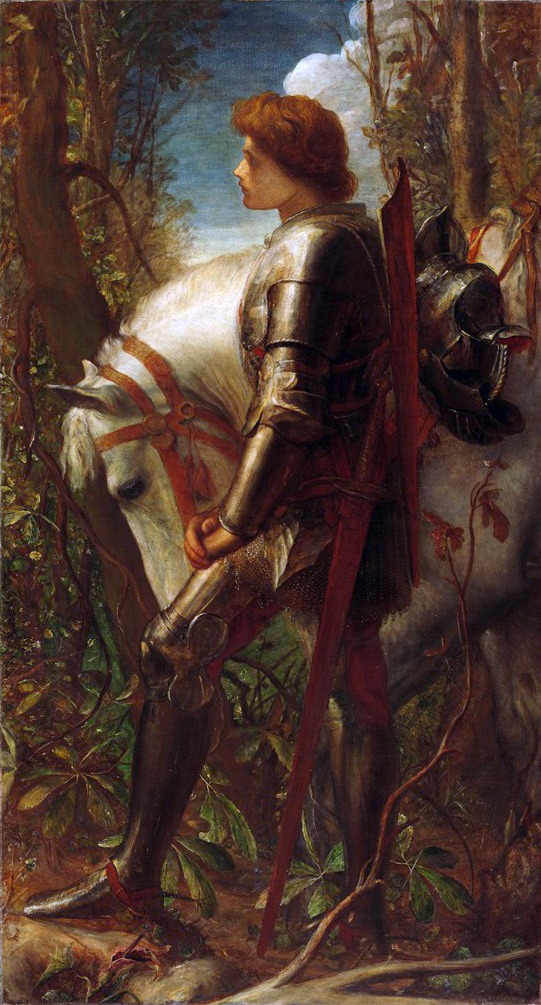
Сер Галахад
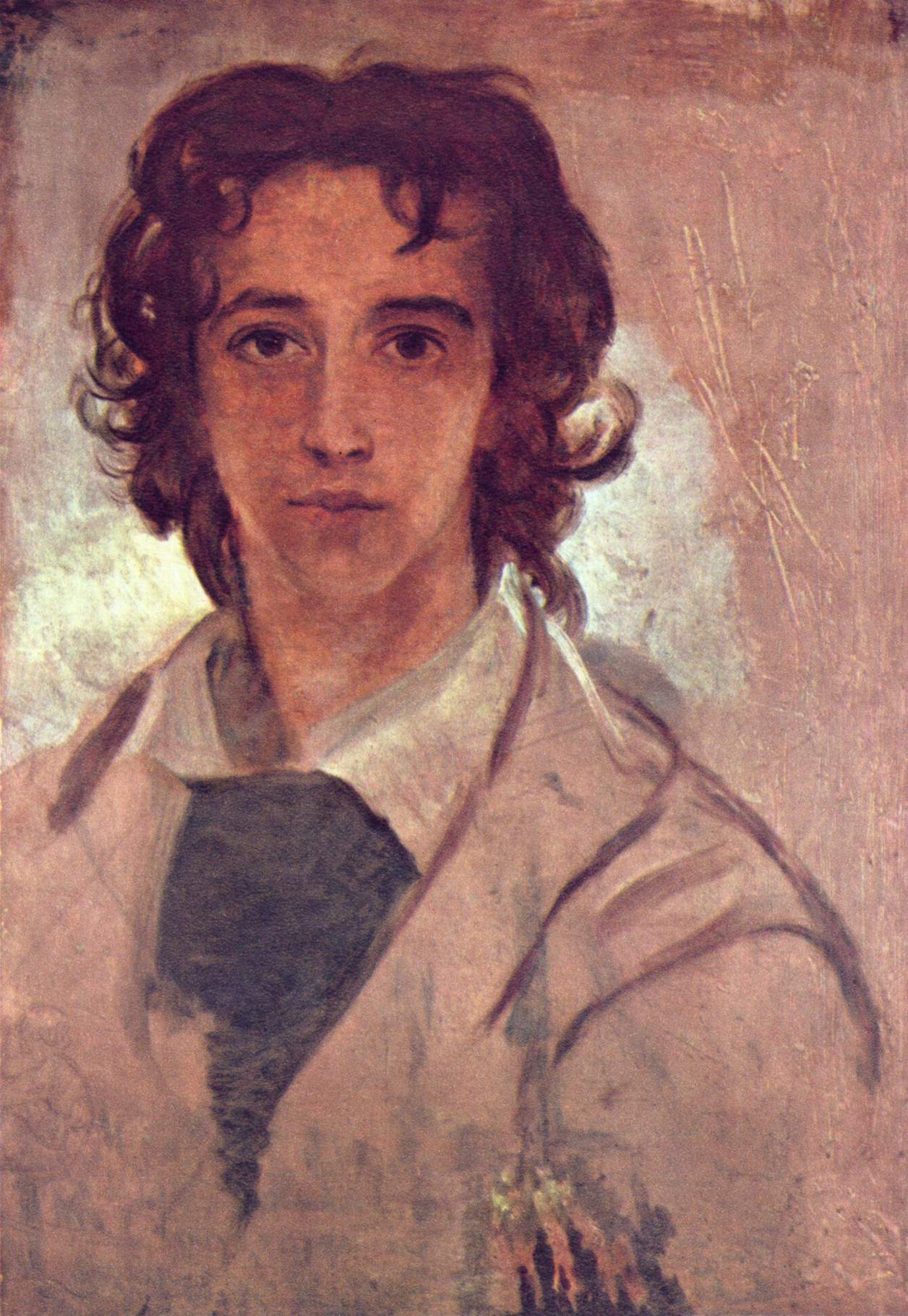
Автопортрет
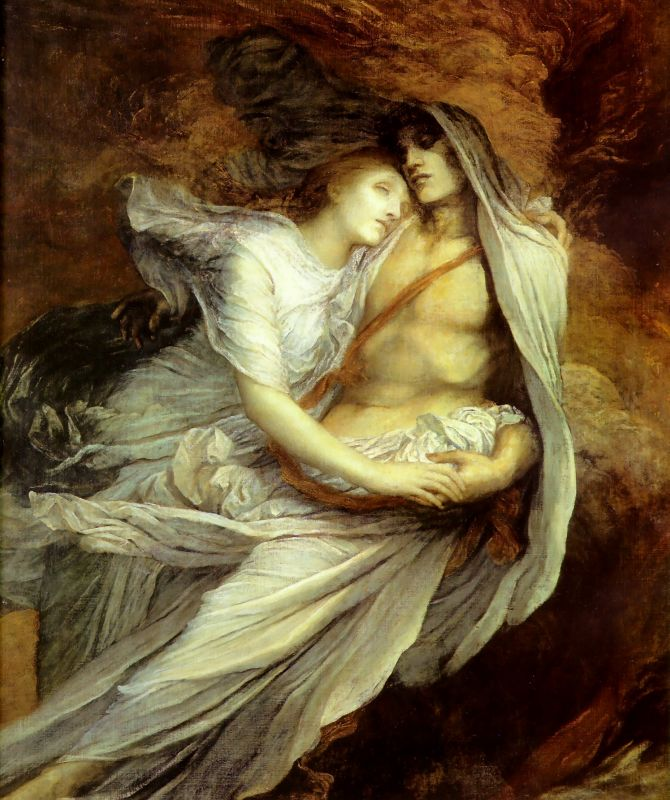
Паоло і Франческа
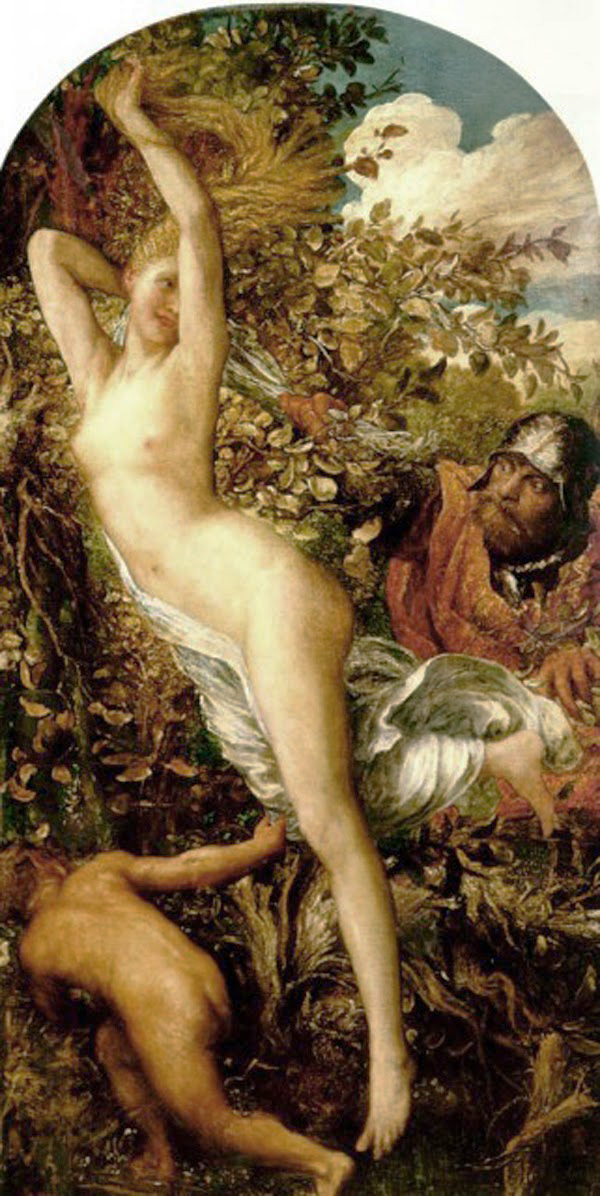
Фея Морґана
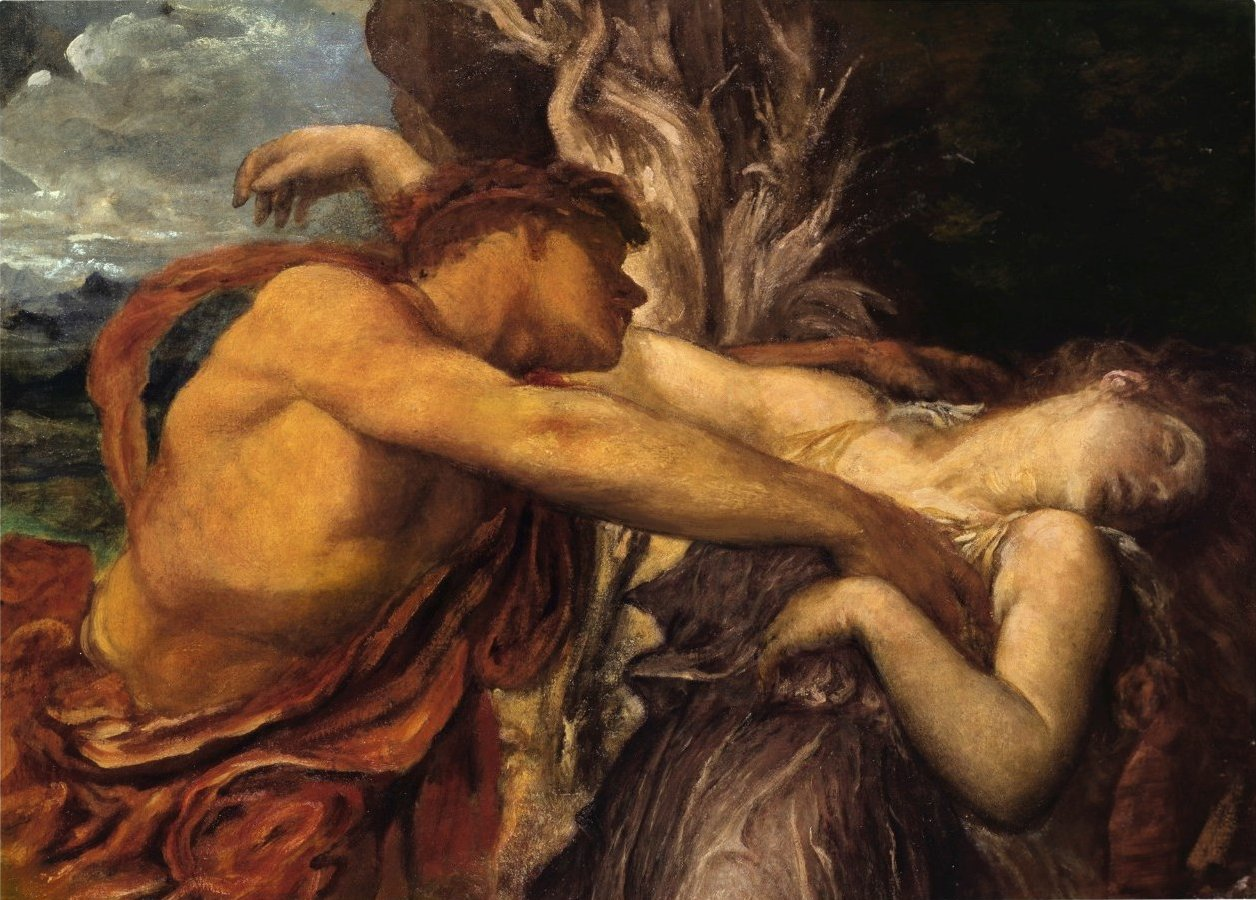
Орфей і Еврідіка
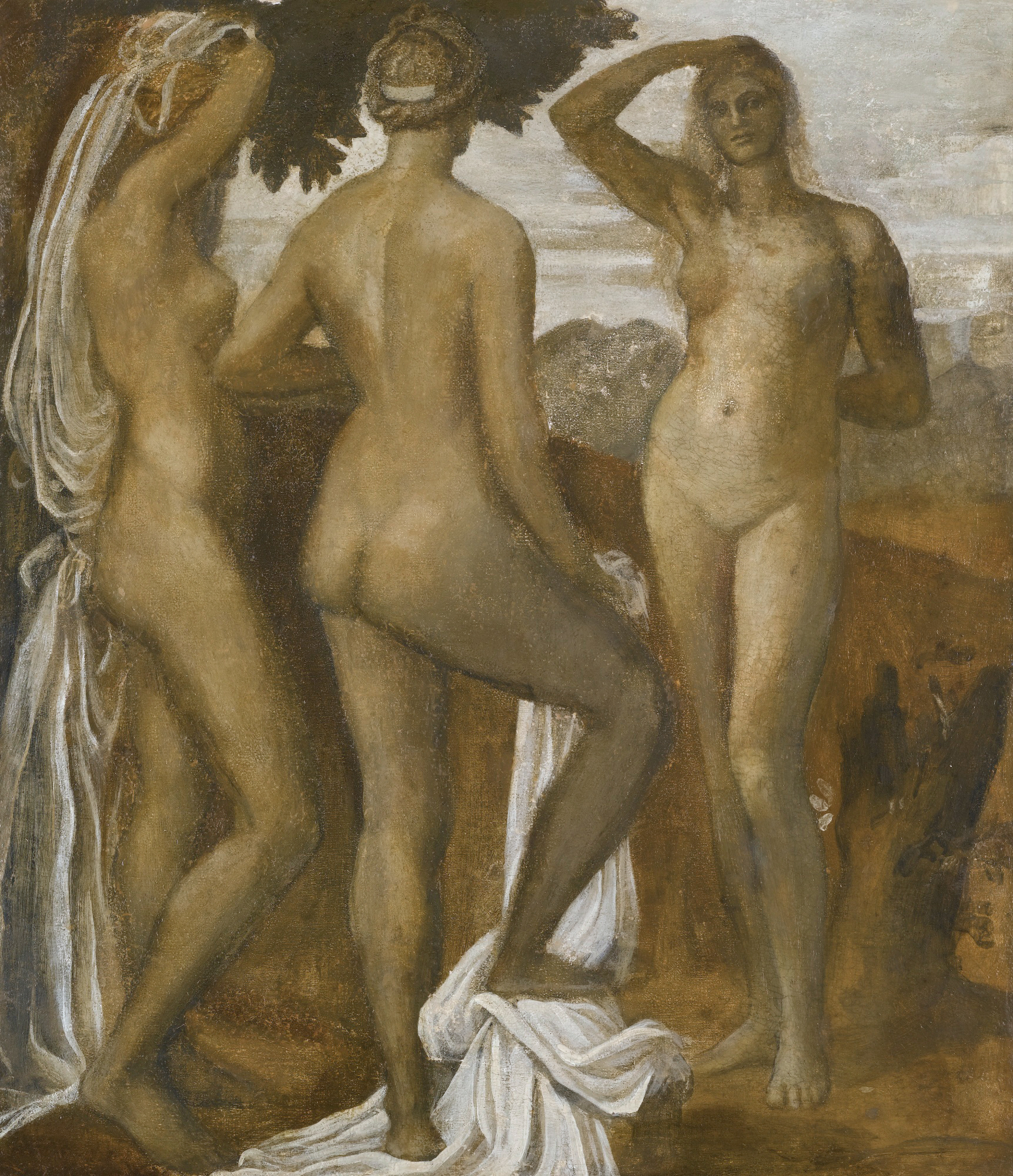
Суд Паріса
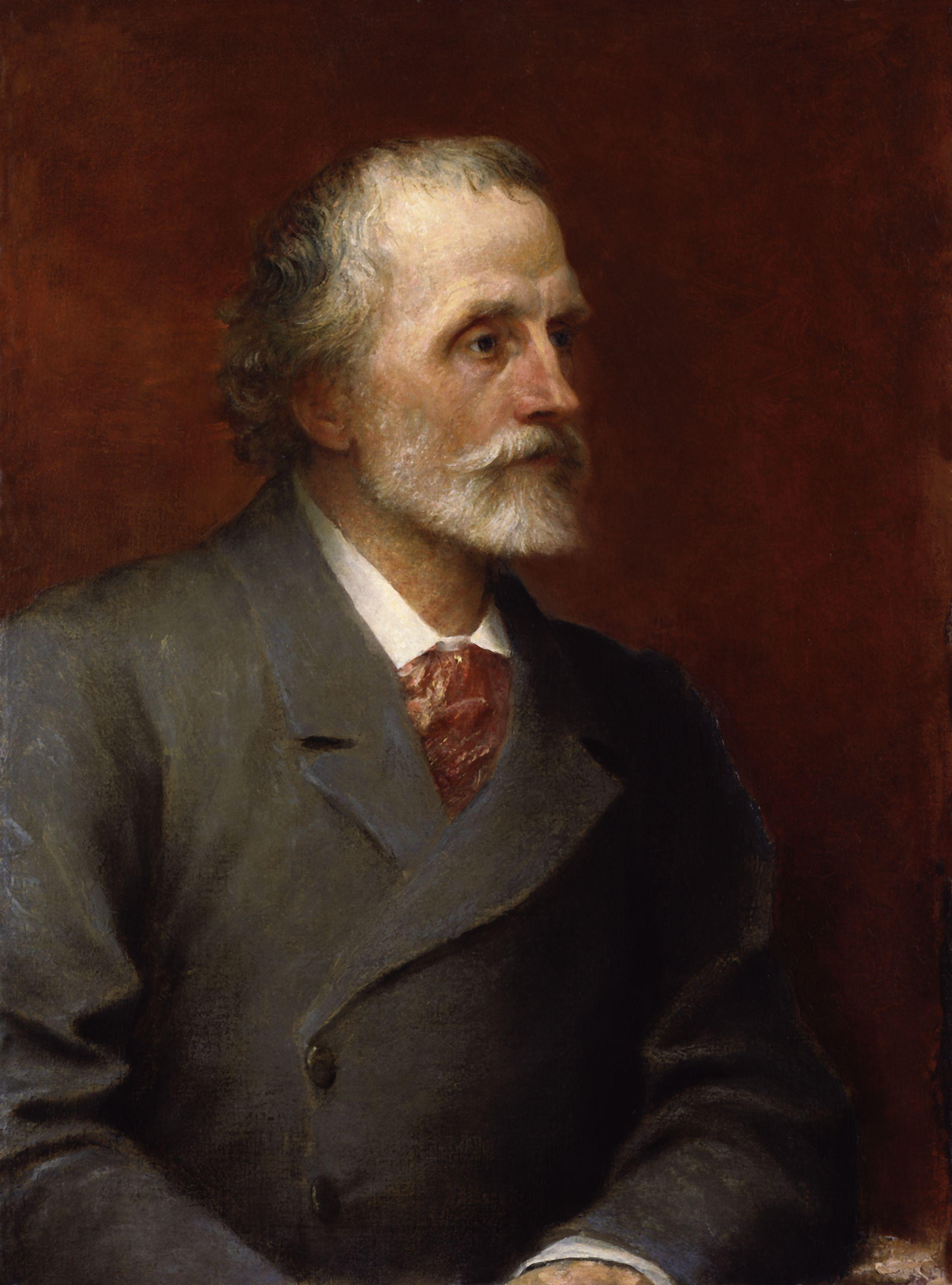
Портрет Джорджа Мередіта
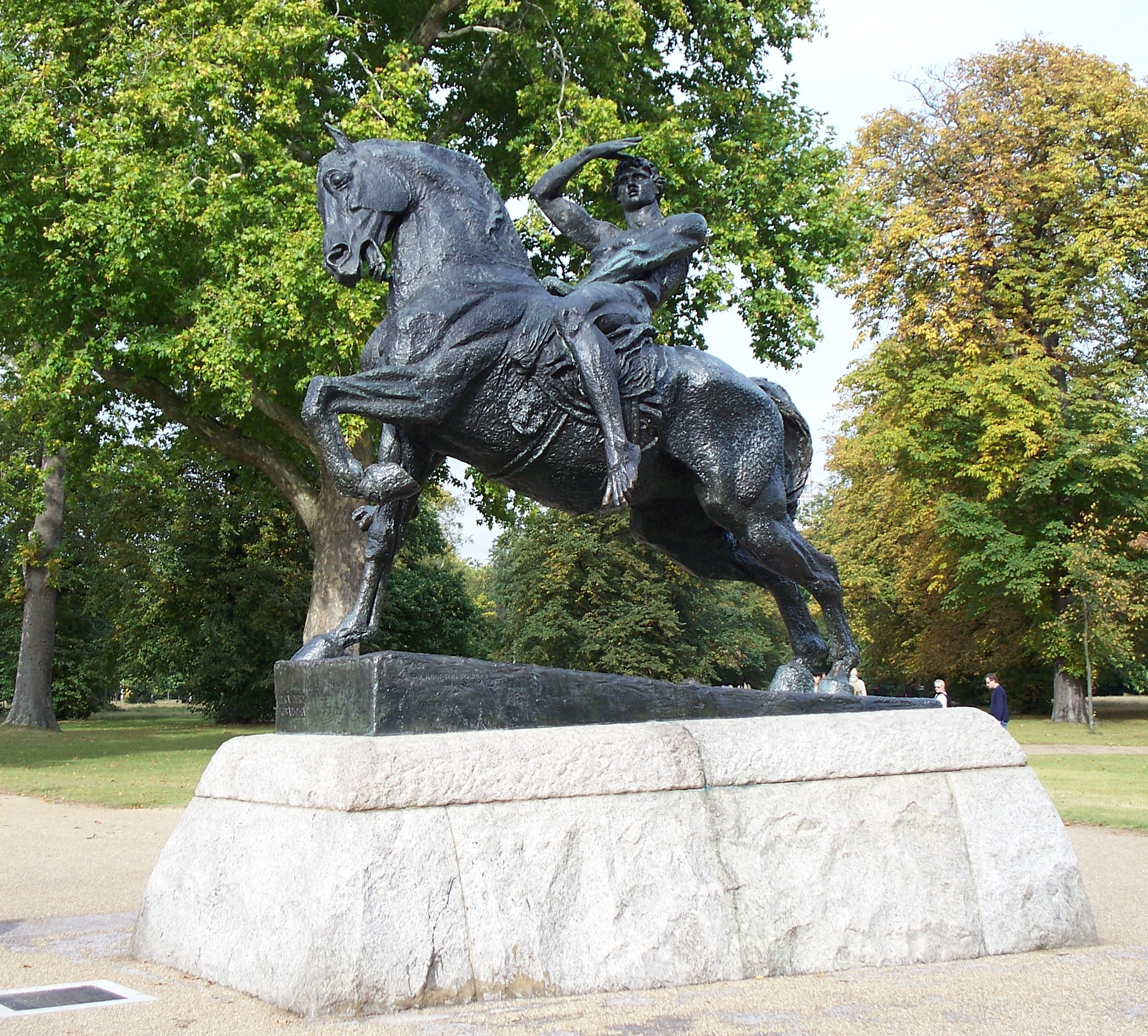
Фізична енергія
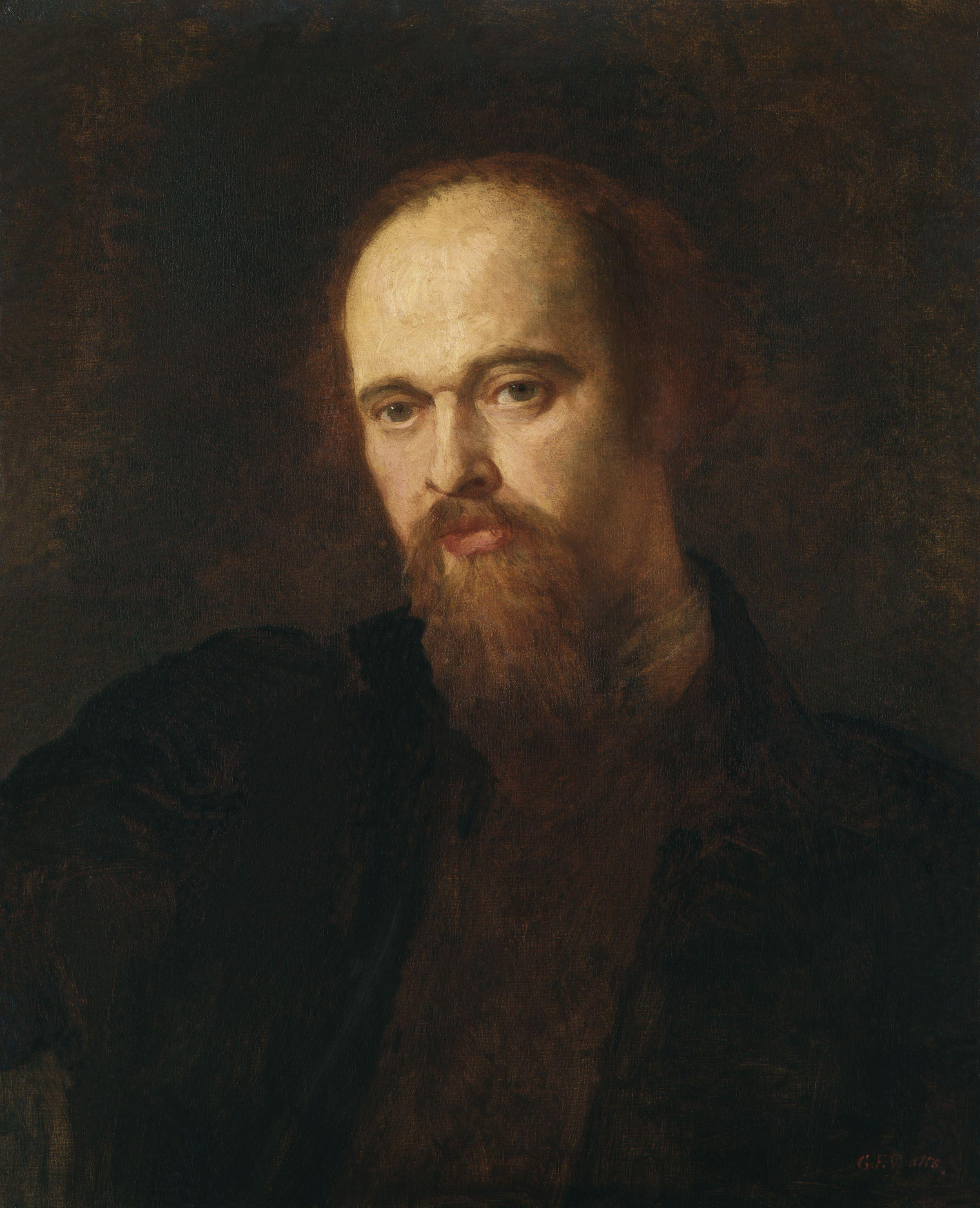
Данте Габрієль Росетті
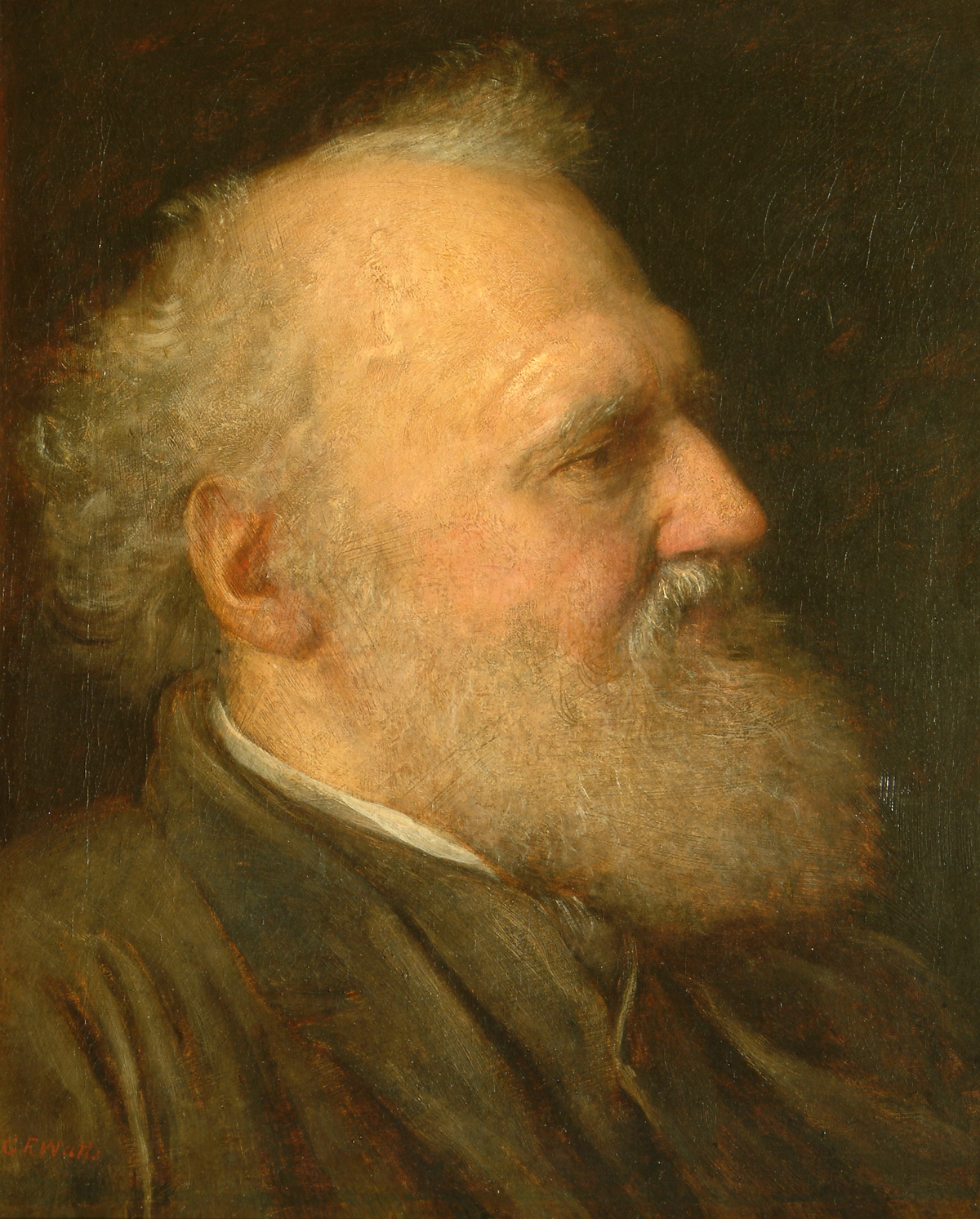
Henry Thoby Prinsep
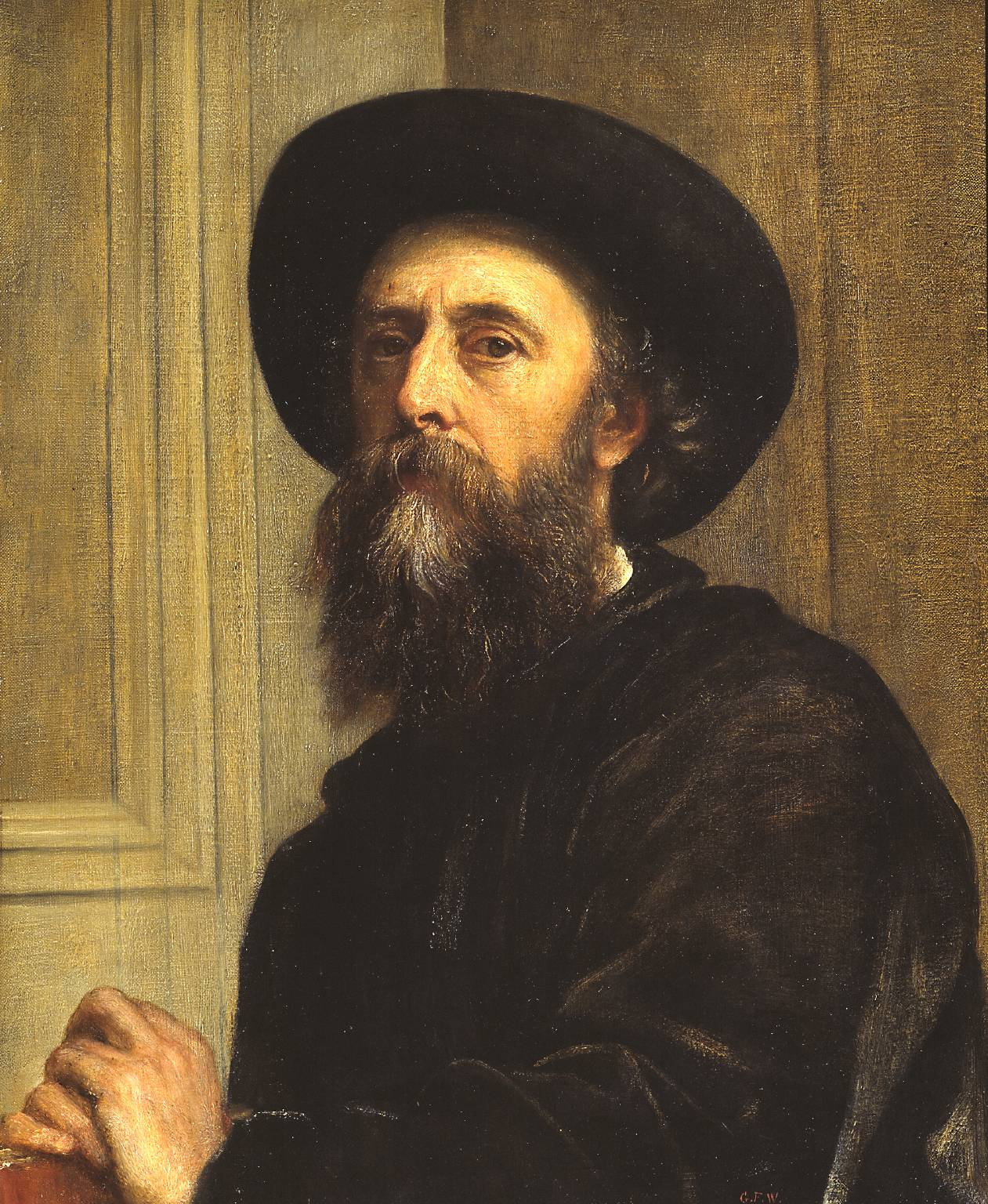
Автопортрет, 1864
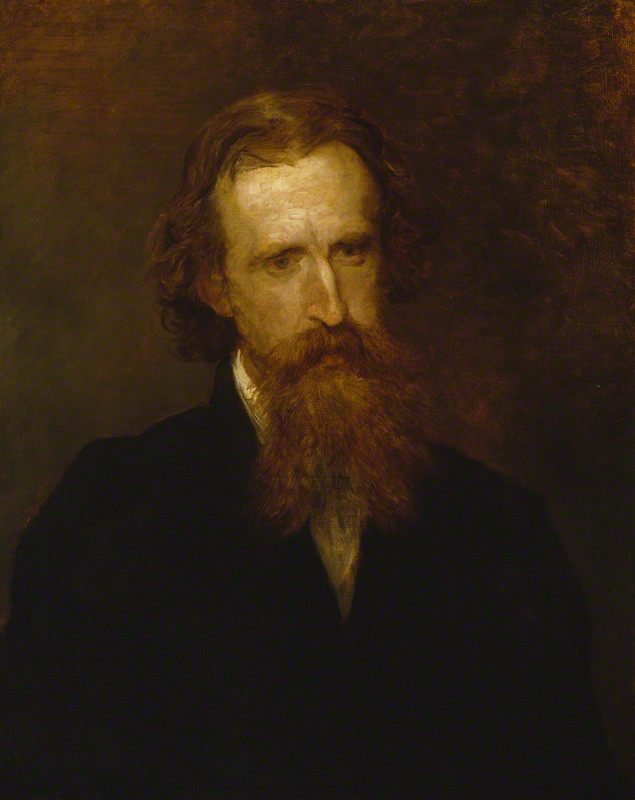
Сер Леслі Стівен, 1878
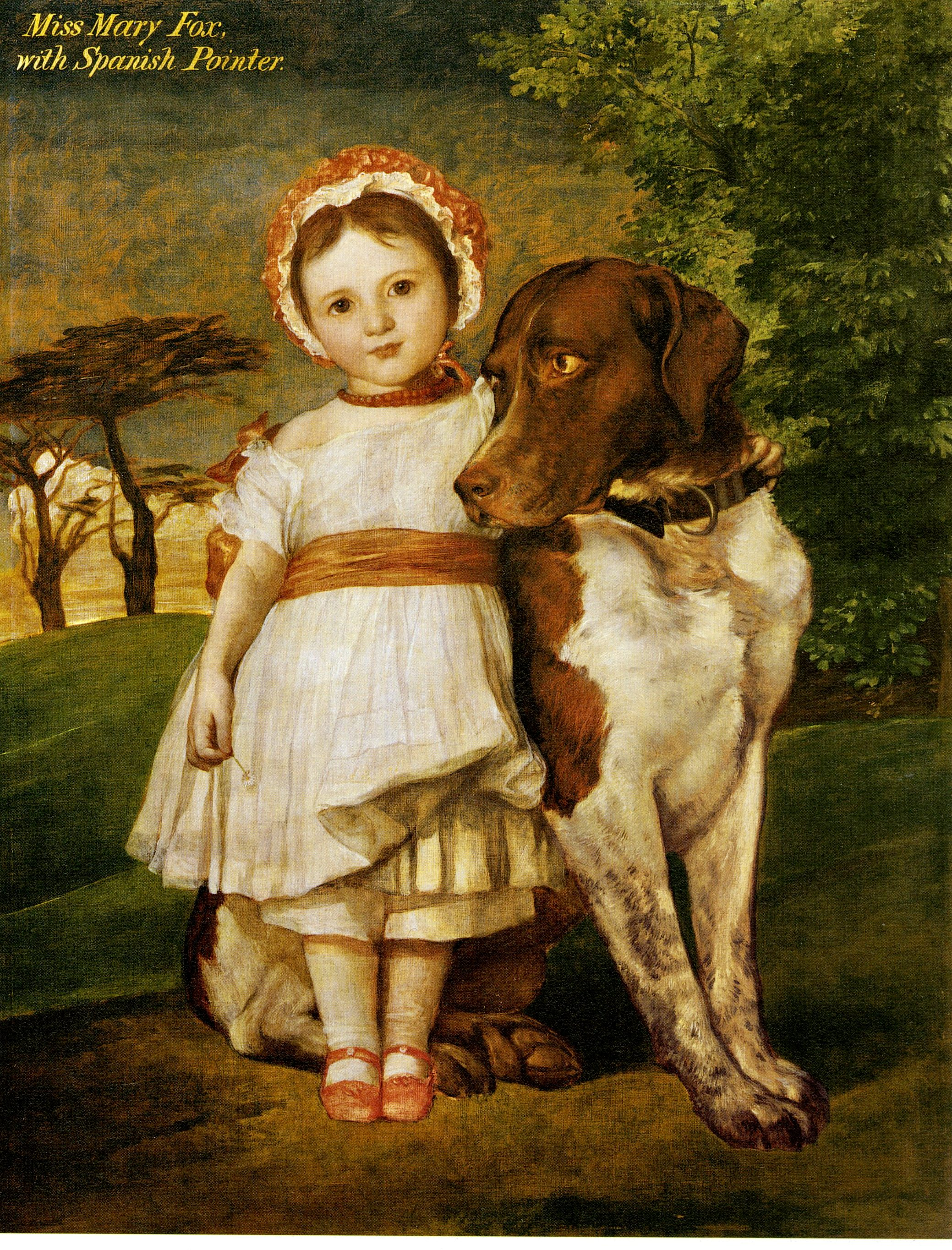
Марі Фокс з Іспанським пойнтером, бл. 1854
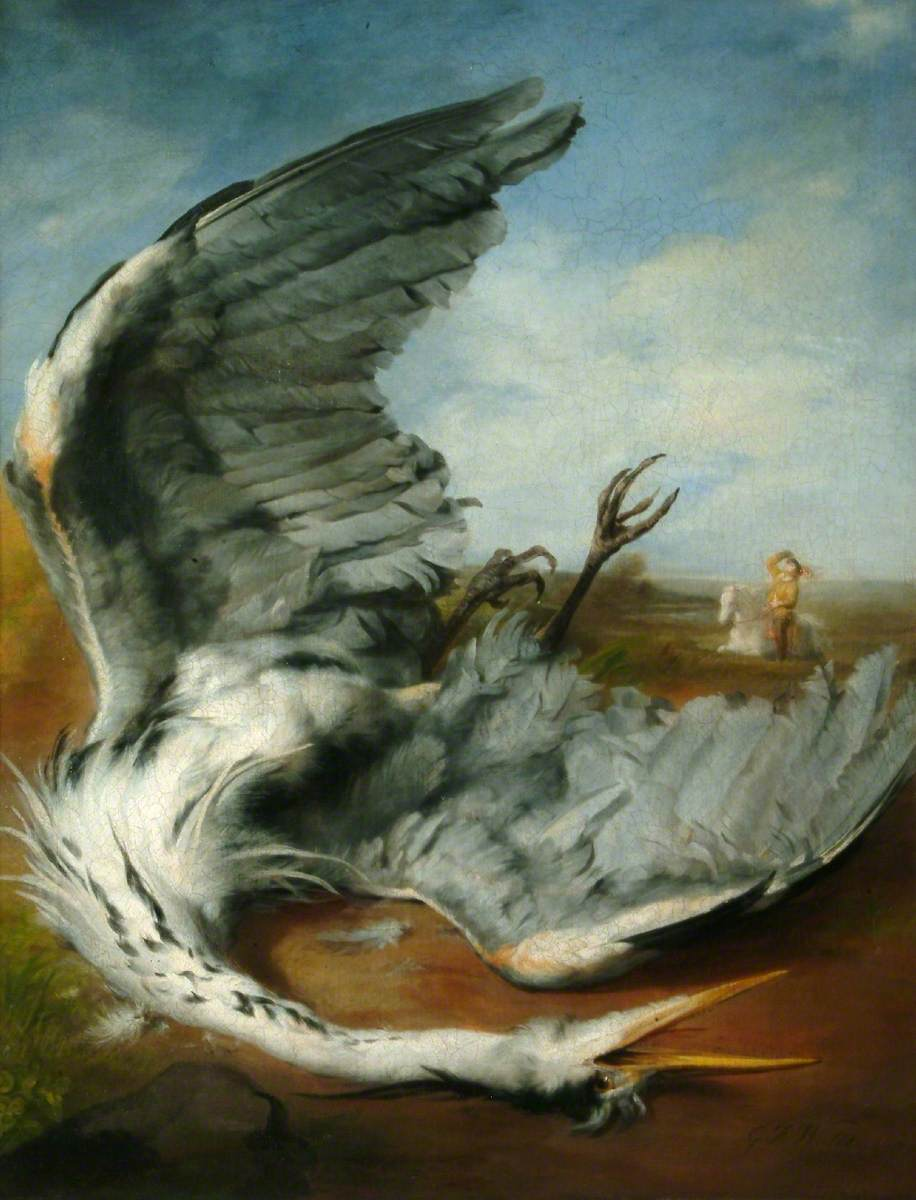
Поранена чапля, 1837
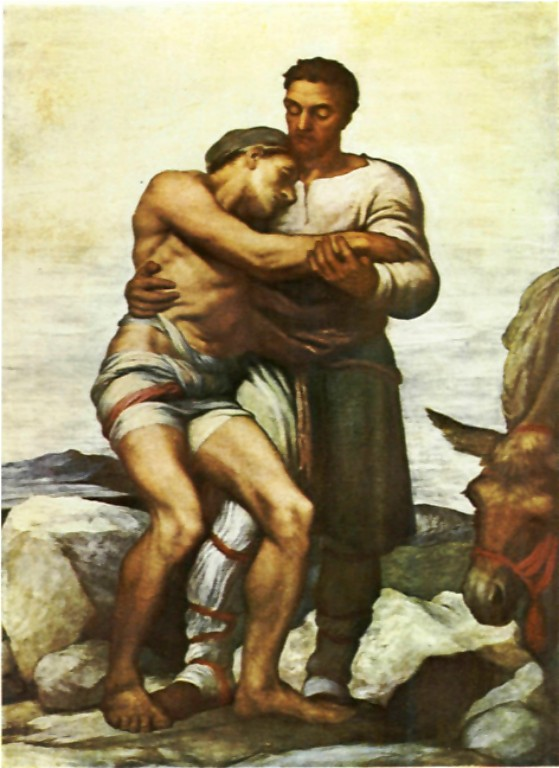
Добрий самарянин
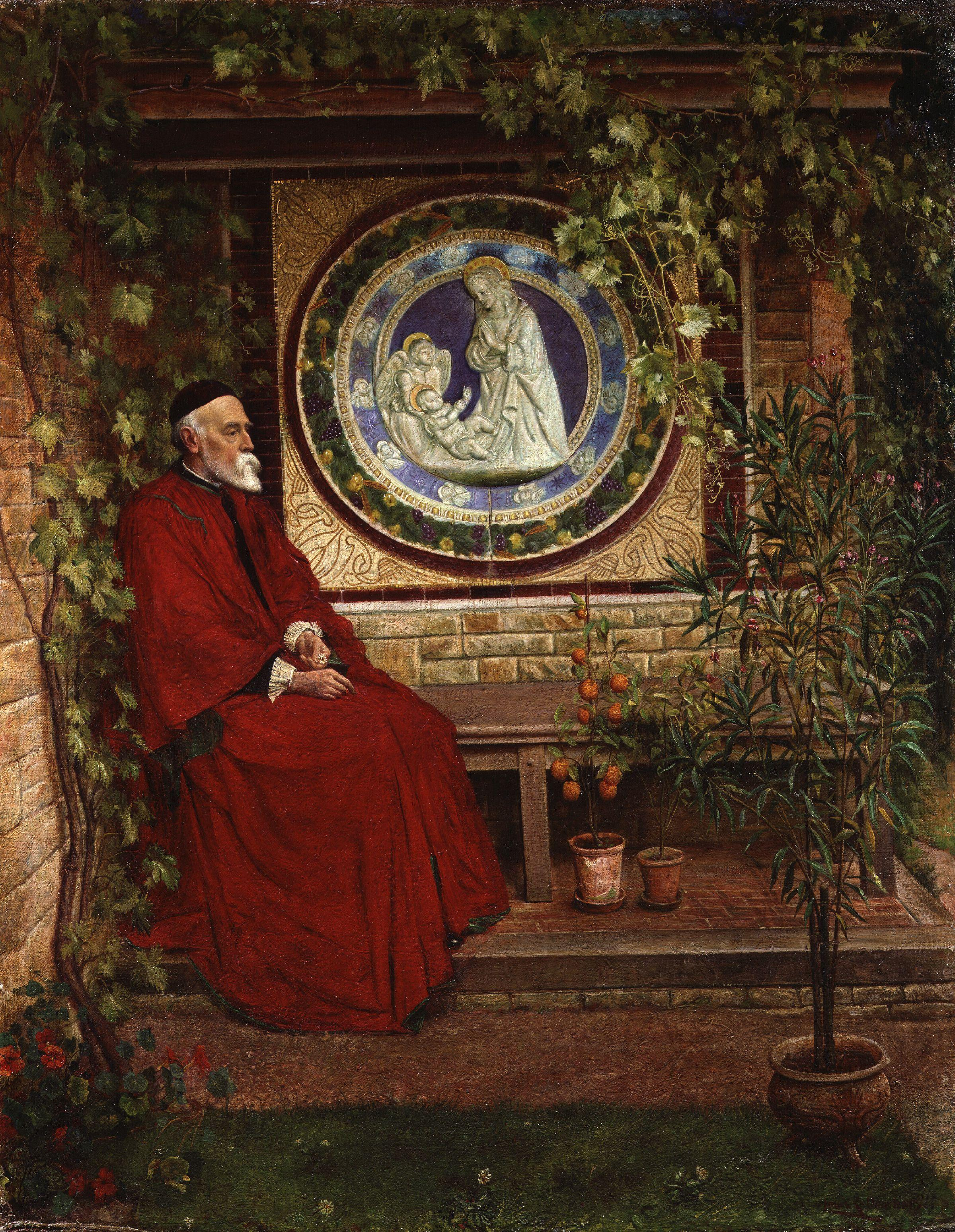
Портрет Луїса Дечарса
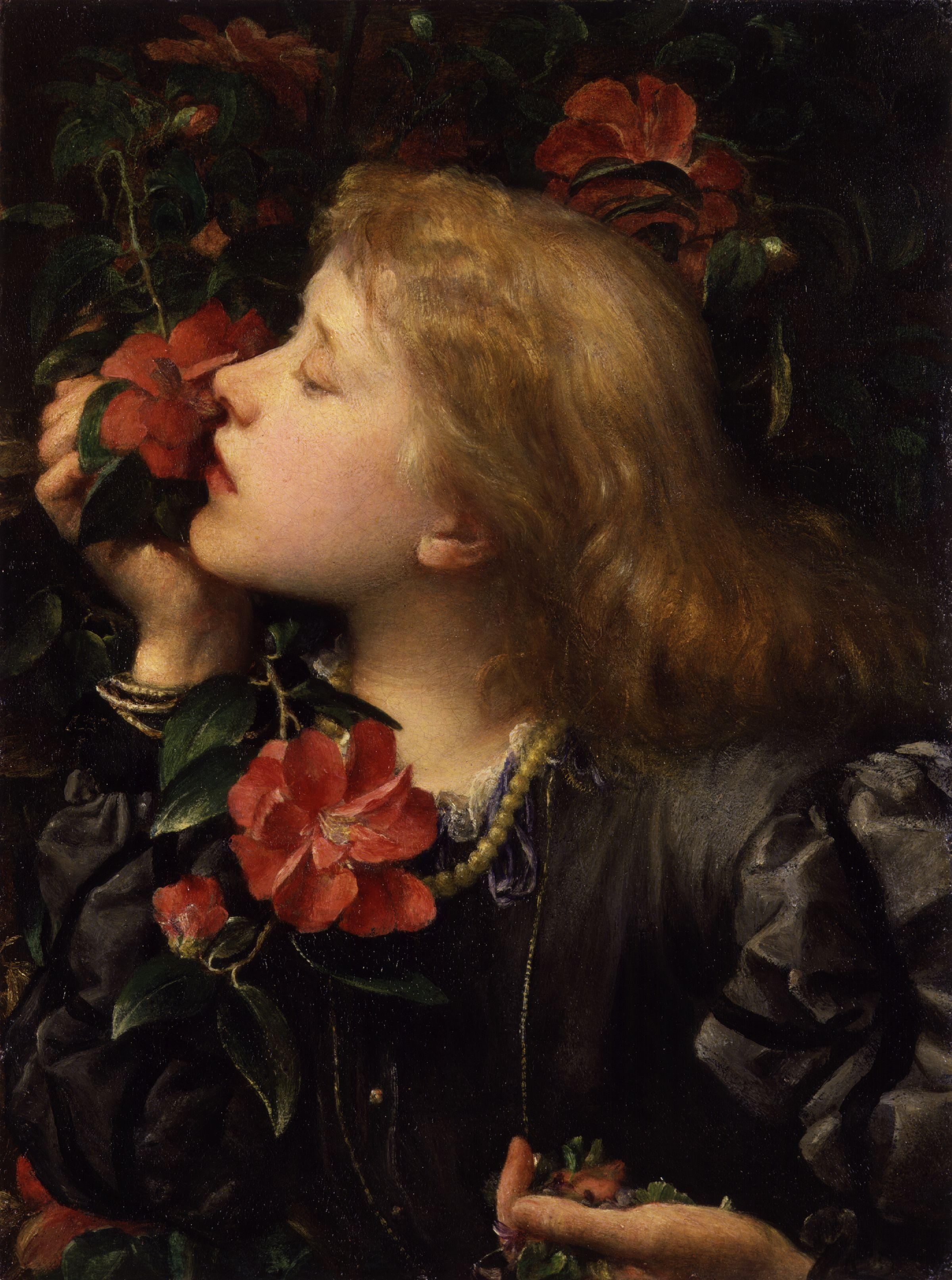
Вибір, бл. 1864